# 종점 (1966년 영화)
"종점"은 1966년 공개된 대한민국의 영화이다.

## 배역
- 신성일
- 고은아
- 문정숙
- 강문
- 이순재
- 전양자
- 트위스트 김
- 최삼